# Работник и колхозничка
„Работник и колхозничка“ (на руски: Рабочий и колхозница), позната и като „Работник и колхозница“, е монументална скулптура в Москва, дело на Вера Мухина.
Разположена е пред входа на Всерусийския изложбен център (повече известен със съветското му име Изложба на достиженията на народното стопанство и особено с руското съкращение ВДНХ).

## Скулптура
Статуята е висока 24,5 метра, изработена е от неръждаема стомана. Композицията е направена за Световното изложение в Париж през 1937 г., като впоследствие е преместена в Москва.
Скулптурната композиция е пример за соцреализма в изкуството, а също напомня и за стила арт деко. Работникът държи чук, а колхозничката – сърп, които заедно образуват символа на комунизма сърп и чук. Мощните фигури на мъжа и жената представляват оригинална пластична композиция, изпълнена с много динамика и порив.
Определена е като „еталон на социалистическия реализъм“ в Большая советская энциклопедия. Интересно е да се отбележи, че през 1938 г. в град Бикин е била поставена аналогична скулптура в по-малки размери и изработена от цимент.

## История
Скулптурата е създадена, за да увенчае съветския павилион на Световното изложение в Париж през 1937 г.
Създаване
Идейният замисъл на статуята и първият ѝ макет са дело на архитекта Борис Йофан, който печели конкурса за построяването на павилиона.
Идеята за скулптурата се заражда у архитекта, още когато той работи по конкурсния проект: „... много скоро се породи композицията на скулптурата на младеж и девойка, които да олицетворяват стопаните на съветската земя – работническата класа и колхозните работници. Те заедно повдигат високо емблемата на Съветската страна – сърпа и чука“.
Според секретаря на Борис Йофан архитектът се вдъхновява за композицията „Работник и колхозница“ от античните статуи „Тираноборци“, изобразяващи Хармодий и Аристогитон, стоящи редом с мечове в ръцете им, и скулптурата „Нике от Самотраки“.
За изпълнение на композицията е обявен конкурс, който е спечелен от съветската скулпторка Вера Мухина. Работата по изработката на огромния монумент е водена по създаден от Мухина половинметров гипсов модел в завода към Института по машиностроене и металообработване.
Съхранение
При нейното транспортиране от Париж в Москва скулптурата е повредена. В периода януари – август 1939 г. е реконструирана и експонирана на постамент пред северния вход на изложбения център. Реставрирана е през 1979 г.
Реконструкция
През 2003 г. монументът е раздробен на 40 фрагмента. Първоначално реставрацията му е предвидена да завърши през 2005 г., но поради проблеми с финансирането реконструкцията е забавена и напълно е завършена едва през ноември 2009 г. По време на реконструкцията значително е укрепена носещата рамка на композицията, също така всички части на скулптурата са почистени и обработени със специални антикорозионни средства.
Скулптурата е поставена на нов, специално издигнат за нея, павилион-постамент, идентичен с оригиналния павилион на архитект Йофан от 1937 г. Монтажът е извършен на 28 ноември 2009 г. с помощта на специален кран. Тържественото откриване на монумента се провежда в Москва на 4 декември същата година.
Постаментът, на който е поставена композицията, е с 10 м по-висок от оригиналния. Във вътрешността му се помещава изложбена зала и музей на Вера Мухина.

## „Мосфилм“
Основната скулптура от композицията става световноизвестна през 1947 г., когато най-голямото съветско киностудио „Мосфилм“ я приема за свой символ. За първи път тя се появява във филма „Пролет“.
Оттогава филмите на „Мосфилм“ започват със заставка, изобразяваща скулптурата „Работник и колхозничка“ на фона на Спаската кула (най-известната, с 4 стенни часовника) на Московския кремъл.